# 광란의 시간
《광란의 시간》(영어: Desperate Hours)은 미국에서 제작된 마이클 치미노 감독의 1990년 네오누아르 액션 스릴러 영화이다. 미키 루크 등이 출연하였고, 디노 데라우렌티스 등이 제작에 참여하였다.

## 출연진
- 미키 루크
- 앤서니 홉킨스
- 미미 로저스
- 켈리 린치
- 린지 크라우스
- 존 핀
- 피터 크롬비
- 엘리어스 커테이어스
- 데이비드 모스
- 쇼니 스미스
- 대니 제라드
- 맷 맥그래스
- 제리 배먼
- 딘 노리스

## 기타 제작진
- 라인 제작: 멜 델러
- 미술: 빅토리아 폴
- 의상: 찰스 더캐로
- 편집 감독: 피터 R. 헌트